# The Watcher (film, 2018)
Pour les articles homonymes, voir The Watcher.
Pour plus de détails, voir Fiche technique et Distribution.
The Watcher (Looking Glass) est un thriller américano-canadien réalisé par Tim Hunter, sorti en 2018.

## Synopsis
Après le décès tragique de leur petite fille, un couple en deuil, Ray et Maggie, achète un motel isolé dans le désert pour démarrer une nouvelle vie. Fraîchement installé, Ray découvre un passage dans le sous-sol, conduisant à une glace sans tain permettant d'épier les occupants de la chambre 10.  Il apprend ensuite par le sheriff qu'une femme se serait suicidée ou aurait été assassinée dans le motel. Un soir il découvre dans la piscine, le cadavre d'un porc éventré contenant la photo de cette femme. Il observe aussi que plusieurs clients aux comportements particuliers lui demandent la chambre 10.

## Fiche technique
- Titre original : Looking Glass
- Titre français : The Watcher
- Réalisation : Tim Hunter
- Scénario : Jerry Rapp et Matthew Wilder
- Photographie : Patrick Cady
- Montage : Kristi Shimek
- Musique : Mark Adler et Kristin Gundred
- Décors : Scott Ruley
- Costumes : Heather Gaither
- Production : Braxton Pope et David M. Wulf
- Sociétés de production : Kirk Shaw Productions et Silver State Production Services
- Sociétés de distribution : Momentum Pictures (États-Unis), Marco Polo productions (France)
- Pays d'origine :  États-Unis,  Canada
- Langue originale : anglais
- Format : couleur
- Genre : thriller
- Durée : 103 minutes
- Date de sortie :
  -  États-Unis : 16 février 2018
  -  France : 13 juin 2018 (DVD et AmazonPrime)

## Distribution
- Nicolas Cage (VF : Dominique Collignon-Maurin) : Ray
- Robin Tunney (VF : Cathy Diraison) : Maggie
- Marc Blucas (VF : Boris Rehlinger) : Howard
- Ernie Lively : Tommy
- Kassia Conway (VF : Delphine Saley) : Cassie / Strawberry Blonde
- Jacque Gray : La blonde
- Barry Minoff : Le propriétaire de la station-service
- Bill Bolender (VF : Michel Ruhl) : Ben
- Kimmy Jimenez : Becky
- Pascoalina Dunham : Ava